# Siwan (huyện)
Huyện Siwan là một huyện thuộc bang Bihar, Ấn Độ. Thủ phủ huyện Siwan đóng ở Siwan. Huyện Siwan có diện tích 2219 ki lô mét vuông. Đến thời điểm năm 2001, huyện Siwan có dân số 2708840 người.